# Nouvron-Vingré
Nouvron-Vingré település Franciaországban, Aisne megyében. Lakosainak száma 197 fő (2022. január 1.). Nouvron-Vingré Berny-Rivière, Fontenoy, Morsain, Saint-Christophe-à-Berry, Tartiers és Autrêches községekkel határos.

## Népesség
A település népességének változása:
| Lakosok száma | 221  | 200  | 193  | 211  | 231  | 232  | 225  | 212  | 206  | 197  |
|               | 1968 | 1982 | 1990 | 2006 | 2013 | 2015 | 2017 | 2019 | 2020 | 2022 |